# Lorne Loomer
Lorne Kenneth Loomer (ur. 11 marca 1937 w Victorii, zm. 1 stycznia 2017 tamże) – kanadyjski wioślarz, medalista olimpijski i dwukrotny olimpijczyk.

## Kariera
Wystąpił na igrzyskach olimpijskich w Melbourne w 1956, gdzie wspólnie z Walterem D’Hondtem, Archibaldem MacKinnonem i Donaldem Arnoldem zdobył złoty medal w czwórkach bez sternika. W finale o blisko 10 sekund wyprzedzili osadę USA i o ponad 12 sekund osadę Francji. Był to pierwszy w historii złoty medal olimpijski w wioślarstwie zdobyty przez Kanadę. Na rozgrywanych cztery lata później igrzyskach olimpijskich w Rzymie wystartował w dwójkach bez sternika, jednak odpadł w repasażach pierwszej rundy. 
W 1958 zdobył złoty medal w ósemkach na igrzyskach Imperium Brytyjskiego i Wspólnoty Brytyjskiej w Cardiff. 
Uzyskał dyplomy z farmaceutyki i stosunków międzynarodowych na Uniwersytecie Kolumbii Brytyjskiej. 
Po zakończeniu kariery pracował jako trener. 
Jego szwagier, Klaus Baess, reprezentował Danię w żeglarstwie.